# Sóc núi Bangs
Sóc núi Bangs, tên khoa học Syntheosciurus brochus, là một loài động vật có vú trong họ Sóc, bộ Gặm nhấm. Loài này được Bangs mô tả năm 1902. Loài này chỉ tìm thấy trong tự nhiên chủ yếu ở vùng rừng núi cao giữa 1.900 và 2.600 mét (6.200 và 8.500 ft) ở Costa Rica và Panama.

## Hình ảnh

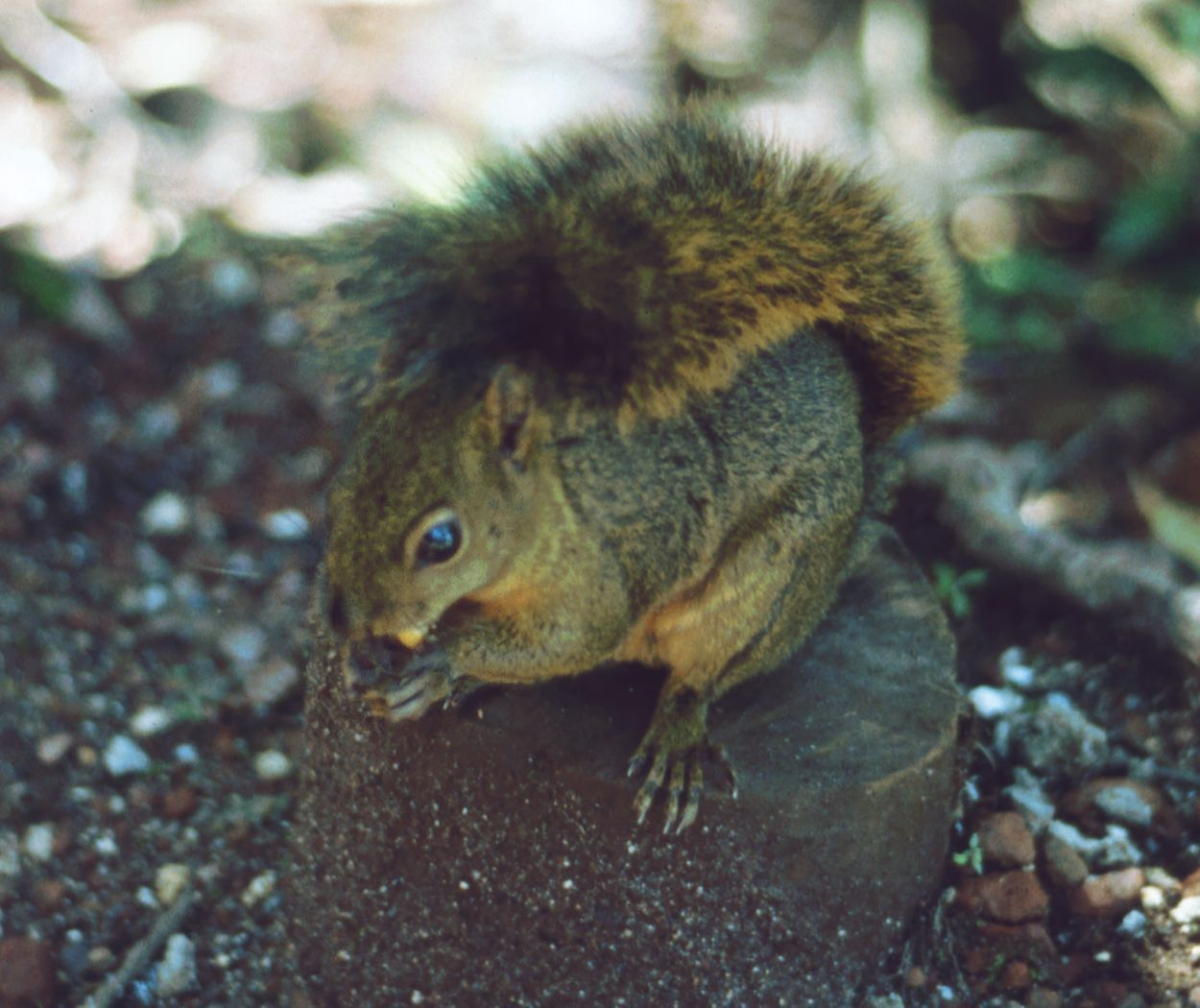